# 小行星925
小行星925（925 Alphonsina）是一颗围绕太阳公转的小行星。1920年1月13日，朱賽普·科馬斯·索拉在巴塞罗那描述了此天体。
該小行星以卡斯提亞王國國王阿方索十世及西班牙國王阿方索十三世命名。
这颗小行星的绝对星等为8.33等。

## 相关條目
- 小行星列表/10001-11000

## 外部連結
- Asteroid Lightcurve Database (LCDB) （页面存档备份，存于）, query form (info （页面存档备份，存于）)
- Dictionary of Minor Planet Names, Google books
- Discovery Circumstances: Numbered Minor Planets (10001)-(15000) （页面存档备份，存于） – Minor Planet Center
- 小行星925 at AstDyS-2, Asteroids—Dynamic Site
  - Ephemeris · Observation prediction · Orbital info · Proper elements · Observational info
- NASA JPL小天體瀏覽器上的小行星925

| 前一小行星： 小行星924 | 小行星列表 | 後一小行星： 小行星926 |